# Groupe d'avis aux navigateurs
Pour les articles homonymes, voir GAN.
Le Groupe d'avis aux navigateurs (GAN) est une revue hebdomadaire du SHOM qui regroupe les corrections à apporter aux cartes marines et aux documents nautiques dont le SHOM a la responsabilité. Il est disponible sur format papier via un abonnement payant, ou gratuitement sur le site du SHOM.